# Mercado cubierto de Donetsk
El Mercado cubierto de Donetsk (en ucraniano: Критий ринок Донецька) es un mercado cubierto de la ciudad de Donetsk, la capital administrativa del óblast de Donetsk al este del país europeo de Ucrania. El trabajo en sus obras se prolongó desde 1957 hasta 1961 de acuerdo con el proyecto de los arquitectos Feldmann y Naberejnykh. El mercado es una cúpula de hormigón armado de 35,6 metros de diámetro, con cinco niveles diferentes.